# NGC 4684
NGC 4684 је спирална галаксија у сазвежђу Девица која се налази на NGC листи објеката дубоког неба.
Деклинација објекта је - 2° 43' 37" а ректасцензија 12h 47m 17,6s. Привидна величина (магнитуда) објекта NGC 4684 износи 11,5 а фотографска магнитуда 12,4. Налази се на удаљености од 20,450 милиона парсека од Сунца. NGC 4684 је још познат и под ознакама UGC 7951, MCG 0-33-11, CGCG 15-19, IRAS 12447-0227, PGC 43149.